# Supra-Sumo - Parte 1
Supra-Sumo - Parte 1 é o terceiro álbum de estúdio da carreira da banda brasileira Pollo, lançado originalmente em 12 de agosto de 2016 pela gravadora Som Livre. O álbum possui 7 faixas. Deste, foram retirados os singles "Vamos Se Abraçar", com a participação de MC Bella, e "Overdose de Amor".

## Faixas
| Edição padrão  |                                                               |         |  |
| N.º            | Título                                                        | Duração |  |
| 1.             | "Supra-Sumo"                                                  | 1:45    |  |
| 2.             | "Vamos Se Abraçar" (com a participação de MC Bella)           | 3:06    |  |
| 3.             | "Overdose de Amor"                                            | 2:33    |  |
| 4.             | "Chamada Perdida" (com a participação de Polyester the Saint) | 3:58    |  |
| 5.             | "Não Tava Nos Planos"                                         | 2:58    |  |
| 6.             | "Deixa Acontecer"                                             | 3:16    |  |
| 7.             | "Hoje Eu Acordei" (com a participação de Joey Mattos)         | 3:40    |  |
| Duração total: | Duração total:                                                | 20:16   |  |